# Wybory prezydenckie w Indonezji w 1999 roku
Wybory prezydenckie w Indonezji w 1999 roku odbyły się 20 października. Były to pierwsze demokratycznie przeprowadzone wybory w Republice Indonezji po obaleniu dyktatury gen. Suharto. Były to również ostatnie w historii kraju pośrednie wybory na stanowisko głowy państwa. 
Wybory wygrał przedstawiciel Partii Przebudzenia Narodowego – Abdurrahman Wahid, zdobywając 54,37% głosów (373 głosy elektorskie). Pokonana reprezentantka Demokratycznej Partii Indonezji – Wlaka – Megawati Soekarnoputri, uzyskała 45,63% (313 głosów elektorskich). Frekwencja wyniosła 99,28%.